# Animaniacs: Ten Pin Alley
Animaniacs: Ten Pin Alley est un jeu vidéo de bowling, publié en 1998, sur console PlayStation. Il s'inspire du jeu vidéo Ten Pin Alley (1996) issu du même système. Une version Nintendo 64 était prévue, mais annulée à cause des limites imposées par la texture de la console.

## Système de jeu
Pendant les séquences d'ouverture, une invitation est délivrée aux frères et sœur Warner dans leur tour les invitant donc à jouer à une partie de bowling. Le jeu est en 3D. Excités, ils bondissent de leur tour pour se diriger vers le lieu d'invitation. Alors qu'ils s'y dirigent, ils sont transformés en personnages en 3D. Puis la scène s'oriente vers les laboratoires ACME où Minus et Cortex seront mis au courant de cette partie de bowling dans un journal local. Cortex pense que le bowling lui permettra de conquérir le monde. 
Animaniacs: Ten Pin Alley comprend trois niveaux que le joueur peut choisir. Il peut aussi choisir la manière de marquer les points, les allées et le style de jeu. Son personnage et les boules de bowling peuvent être modifiés.

## Accueil
Animaniacs: Ten Pin Alley est noté d'un 7,1 sur 10 par IGN, qui critiquera sa difficulté.